# هوپارکریان
هوپارکریان (نام علمی: Euparkeriidae)، یک خانواده از گوشتخواران کوچک شاه‌سوسمارسانان هستند، که از تریاس پیشین تا تریاس میانه (آنیزین) زندگی می‌کردند.
بقایای سنگواره‌ای آن‌ها را در آفریقای جنوبی و روسیه شناسایی کرده‌اند. بر خلاف هم خانواده‌شان٬ سرخ‌سوسماران، یوپارکریان حیواناتی کوچک و باریک بوده و شاید روی دوپا حرکت می‌کردند.